# Louis Allain
Louis Allain est un éducateur et homme d'affaires au Manitoba.
Depuis 2007, Louis Allain occupe les fonctions de directeur général du Conseil de développement économique des municipalités bilingues du Manitoba (CDEM). Il a fondé et présidé la Corporation de développement communautaire de Saint-Laurent (Manitoba) de 1997 à 2007.
Louis Allain a été enseignant de 1981 à 1990 puis administrateur scolaire de 1990 à 2007.
Il siège, à titre de bénévole, au sein de l’Association canadienne d’éducation de langue française comme vice-président de la région de l'Ouest et des Territoires. Il a été membre fondateur et président de la Fédération nationale des directions d’école francophone de 2006 à 2008.[réf. nécessaire]
Sur le plan communautaire, il a siégé à plusieurs comités dont Santé en français, la Société franco-manitobaine (SFM) et de nombreux comités au sein de sa communauté. Il a aussi siégé au sein de la Commission des inondations du Manitoba en 2011.
Depuis 10 ans, dans le cadre de ses fonctions au CDEM, il collabore étroitement avec les municipalités bilingues du Manitoba et son organisme a mis en œuvre un secteur d’économie verte avec la création d’Éco-Ouest dont le rayonnement couvre l’ensemble de l’Ouest canadien. De nombreux partenariats assurent la présence de l’organisme dans le domaine du développement économique communautaire et touristique.
Il a contribué à la création d’agences de développement économique au Mali et Burkina Faso dans le cadre d’un projet avec la Fédération canadienne des municipalités (FCM) des Partenaires municipaux pour le développement économique (PMDE).
Louis Allain est reconnu pour son dévouement inlassable et son profond engagement dans la communauté métisse. Son action s’inscrit dans un plan global de développement du milieu et ne se limite pas aux domaines de la santé, du tourisme, du développement économique ou de l’éducation. Il a exercé sa créativité en mettant tout en œuvre pour assurer la vitalité de la communauté francophone du Manitoba et éviter ainsi son assimilation.
Pour son travail acharné dans sa communauté, il est nommé en 2005 à l'Ordre des francophones d'Amérique  et reçoit le Prix Riel dans le domaine développement communautaire en 2007.